# 76-mm-Gebirgskanone Modell 1938
Das 76-mm Gornaja puschka Modell 1938 (russisch 76-мм горная пушка образца 1938 года) (deutsch 76-mm Gebirgskanone Modell 1938) ist ein Gebirgsgeschütz, das bis 1938 entwickelt und bis 1941 produziert wurde. Es wurde von der Roten Armee im Winterkrieg und anschließend im Deutsch-Sowjetischen Krieg eingesetzt. 

## Entwicklung

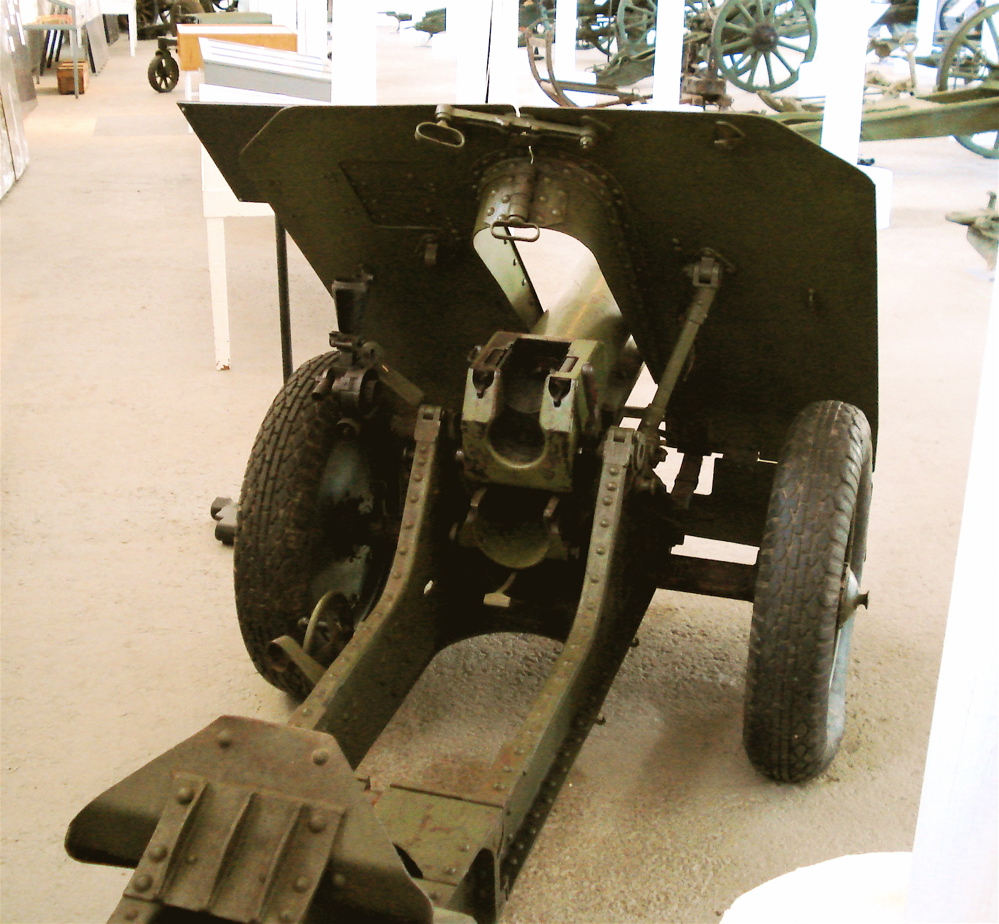
76,2-mm-Gebirgskanone im finnischen Museum

### Hintergrund
Die Aufrüstung der beginnenden 1930er Jahre und die Bestrebungen der jungen Sowjetunion, unabhängig von den Lieferungen westlicher Staaten zu werden, hatten dazu geführt, dass die Neuausrüstung der Roten Armee zu einem wichtigen Thema in der Sowjetunion wurde. Die Rote Armee war sich sehr bewusst, dass die zaristische 76-mm-Gebirgskanone Mod. 1909 keineswegs den aktuellen Anforderungen an ein Gebirgsgeschütz entsprach und zu ersetzen war. Ein zu geringer Höhenrichtbereich, eine Patronenladung ohne die Möglichkeit die Ladung zu variieren und eine geringe Mündungsgeschwindigkeit machten dieses Geschütz unbrauchbar.
Ab Mitte der 1930er Jahre hatte man begonnen das Wissen über die Konstruktion von Artilleriewaffen in einer sowjetischen Forschungs- und Ausbildungsstelle zusammenzuführen. Man wollte sich an ausländischen Entwicklungen orientieren und interessierte sich für moderne Konzepte der Geschützfertigung. Um 1930 gab es sogar eine größere Zusammenarbeit mit der Reichswehr, aus der auch einige Konzepte hervorgingen, wie beispielsweise die 45-mm-Panzerabwehrkanone. Das deutsche Unternehmen Rheinmetall verkaufte sogar Lizenzen und unterstützte die sowjetischen Entwicklungsarbeit mit deutschen Ingenieuren, die in die UdSSR reisten. All das endete abrupt mit der Machtübernahme durch die Nationalsozialisten.

### Tschechoslowakischer Entwurf
Nachdem 1933 die Zusammenarbeit mit dem deutschen Reich geendet hatte, wurden verstärkt nach Alternativen gesucht. Der sowjetisch-tschechoslowakische Beistandspakt des Jahres 1935 ebnete den Weg für eine intensivere Zusammenarbeit zwischen beiden Ländern. Für den Kauf der Geschütze bei Skoda verfügte man in der Sowjetunion nicht über die erforderlichen Mittel, doch im Jahr 1937 verhandelte die sowjetische und die tschechoslowakische Regierung einen Lizenzvertrag für Rüstungsgüter. Im Austausch für die Lizenz des sowjetischen Bombers SB-2 erhielt die Sowjetunion die technischen Unterlagen der tschechoslowakischen Gebirgskanone S-5 (Skoda). 

### Sowjetische Entwicklung
Dieser Entwurf wurde im Konstruktionsbüro des leitenden Ingenieurs L. I. Gorlitski in eine neue Waffe für die sowjetischen Streitkräfte entwickelt. Nach einer Truppenerprobung bei der Roten Armee im Sommer 1938 wurde das neue Geschütz am 5. Mai 1939 eingeführt.

## Produktion
Die Fertigung des Geschützes erfolgte im Werk Nr. 7 in Leningrad. Im Jahr 1938 wurden die ersten 5 Geschütze fertiggestellt. 
1939 - 364 Stück
1940 - 497 Stück
1941 - 106 Stück
Damit war der Plan-Bedarf der Roten Armee gedeckt und die Fertigung wurde eingestellt.

## Einsatz
Ab 1939 stellte die Sowjetunion Gebirgsdivisionen auf. Die dreizehn neuen Verbände erhielten je ein Artillerieregiment mit drei gemischten Abteilungen mit 76,2-mm- und 107-mm-Geschützen. Jede der Abteilungen hatte 16 der 76,2-mm-Gebirgskanonen, so dass das Regiment über 48 Geschütze dieses Typs verfügte.

## 7,62-cm-Gebirgskanone 307 (r)
Die von der deutschen Wehrmacht erbeuteten Geschütze erhielten die Bezeichnung 7,62-cm-Gebirgskanone 307 (r). Sie wurden im Kaukasus und auf dem Balkan von deutschen Truppen eingesetzt.